# WEST EXPRESS 銀河
WEST EXPRESS 銀河（ウエストエクスプレス ぎんが）は、西日本旅客鉄道（JR西日本）が運行している臨時特別急行列車。

## 概要
JR西日本は「JR西日本グループ中期経営計画 2022」において、鉄道事業の事業戦略として、地域との対話と連携を通じ、観光を中心として西日本各エリアの活性化に貢献することを掲げており、本列車の運行はその取り組みの一環である。
列車コンセプトは、鉄道での旅に慣れた乗客から普段あまり鉄道を使わない乗客、さらに訪日観光客まで幅広い客層に向けた「気軽に鉄道の旅を楽しめる列車」とし、同一区間を走行する「TWILIGHT EXPRESS 瑞風」と棲み分けている。
またキーワードとして「多様性」「カジュアル」「くつろぎ」が挙げられている。
それぞれの具体策として「多様性」は多様な旅のスタイルへの対応のために普通座席の他にグリーン個室、ノビノビ座席、コンパートメントシート、女性席など複数の種類の座席の設置、西日本エリア内の様々な方面への旅行需要を喚起するために複数の区間を運行。
「カジュアル」は寝台料金を設定せず、またグリーン車だけではなく、普通車を設定するといった気軽に鉄道の旅を楽しめる価格設定。寝台料金を徴収しないため、グリーン座席などの寝台展開時はベッドではなくノビノビ座席と同様のフルフラットシートという扱いにされている。
「くつろぎ」は快適性が高く、落ち着いた車内空間の提供、車窓から沿線の風景を楽しめる座席配置、乗客が自由に使うことのできるフリースペースの設置がある。そしてこれらを通して、鉄道の旅の楽しさを伝えていき、リピーターの乗客を増やしたいとしている。
列車名の「銀河」は、広い宇宙に存在する様々な星の集まりを指し、この列車が運転する西日本エリアを宇宙に、各地の魅力的な地域を星になぞらえ、それらの地域を結ぶ列車という意味が込められている。「銀河」の名は2008年（平成20年）まで運行されていた寝台急行列車で用いられており、12年ぶりの復活となる。
乗車には運賃のほか、JR西日本インターネット予約「e5489」、「JR-WEST ONLINE TRAIN RESERVATION」、全国のみどりの窓口、旅行会社窓口で販売される特急券、グリーン券が必要となる。ただし、新型コロナウイルスによる感染症の流行を鑑みて、2020年（令和2年）9月11日の運行開始から2023年（令和5年）8月10日まで日本旅行が企画・実施する旅行商品のみの発売となっていたが、2023年（令和5年）2月13日以降の一部列車について初めて、「みどりの窓口」や「e5489」などでも発売され、同年9月1日以降の運行日は貸切運行日を除いて「e5489」、全国の「みどりの窓口」、「みどりの券売機プラス」などで発売される。
またグリーン個室を連結した「WEST EXPRESS 銀河」の運行に際して、新たにグリーン個室料金が設定されており、料金は1人あたり100 kmまでが4,360円、200 kmまでが5,860円、300 kmまでが7,240円、400 kmまでが8,450円となっている。
大阪駅 - 出雲市駅間はかつての夜行快速ムーンライト八重垣と同一ルートである。大阪駅 - 下関駅間は過去につばめ・はとが運行されていた。また京都駅 - 新宮駅間は定期運行の特急くろしおと同一ルートを運行する。そのうち下りは夜行列車として運行予定だが、過去には夜行普通列車「はやたま」や165系を用いた夜行普通列車（通称「新宮夜行」）が運行されていた。

## 運行概況
2019年（令和元年）11月の運行概要発表時点で、運行時期により以下の2形態で運行されることが明らかにされた。運行頻度はいずれも週2往復程度。
- 京都駅・大阪駅 - 出雲市駅間を結ぶ夜行特急列車（以下「山陰方面」）
- 大阪駅 - 下関駅間を結ぶ昼行特急列車（以下「山陽方面」）

また、2021年（令和3年）5月に以下の運行形態が追加されている。運行頻度は同じく週2往復程度。
- 京都駅 - 新宮駅間を結ぶ夜行/昼行特急列車（以下「紀南方面」）

紀南方面への運行は地元要望を踏まえて追加されたものである（詳細後述）。

### 運行実績
山陰方面
- 2020年（令和2年）9月11日 - 11月29日[5]
- 2021年（令和3年）3月26日 - 6月27日[11]
- 2022年（令和4年）5月6日 - 9月21日[12][13]
- 2023年（令和5年）4月3日 - 8月10日[14]
- 2024年（令和6年）3月18日 - 6月26日[15][9]
- 2025年（令和7年）3月21日 - 5月29日[16]

山陽方面
- 2020年（令和2年）12月12日 - 2021年（令和3年）3月11日[17]
- 2022年（令和4年）1月15日 - 3月10日[18]
- 2024年（令和6年）10月4日 - 2025年（令和7年）3月12日[19][20]

紀南方面
- 2021年（令和3年）7月16日 - 12月22日[10]
- 2022年（令和4年）10月3日 - 2023年（令和5年）3月8日[12][21]
- 2023年（令和5年）9月1日 - 2024年（令和6年）3月3日[22][8]
- 2024年（令和6年）7月1日 - 9月25日[23]
- 2025年（令和7年）8月25日 - 10月28日（予定）[24][25]

当初は山陰方面が2020年（令和2年）5月8日から同年9月19日まで、山陽方面が同年10月から2021年（令和3年）3月まで（「瀬戸内・広島デスティネーションキャンペーン」の一環）の運行予定とされていたが、新型コロナウイルス感染症の流行に伴う利用の状況を踏まえ、運行開始日が2020年（令和2年）9月11日に延期され、山陰方面が同日から11月29日まで、山陽方面が2020年（令和2年）12月12日から2021年（令和3年）3月11日までの運行に変更された。

### 山陰方面
京都駅 - 出雲市駅間を東海道本線・山陽本線・伯備線・山陰本線経由で結ぶ。下り（月曜日・金曜日発）は京都発出雲市行き、上り（水曜日・日曜日発）は出雲市発京都行きとして運行される。停車駅は方面ごとに異なる。発売される切符には乗降区間の指定があり、下りは姫路駅 - 生山駅間、上りは備中高梁駅 - 神戸駅間を挟まない切符（特急券・グリーン券）は発売されない。

#### 停車駅（山陰方面）
京都駅 - 新大阪駅 - 大阪駅 - 三ノ宮駅 - 神戸駅 -（西明石駅）-（姫路駅）-〔備中高梁駅〕-（生山駅）-〔根雨駅〕- 米子駅 - 安来駅 - 松江駅 - 玉造温泉駅 - 宍道駅 - 出雲市駅
- （　）は出雲市行きのみ停車、〔　〕は京都行きのみ停車。
- 下り列車の京都駅 → 新大阪駅間では後発の新快速の通過待ちを行うため茨木駅に運転停車する。[要出典]
- 下り列車は曜日により姫路駅・安来駅の着時刻、米子駅の発時刻が異なる[16]。
- 金曜日発の下り列車の姫路駅では、「まねきのえきそば」の営業時間を延長し、長時間停車中に現地支払いにてえきそばを味わえる[30]。
- 下り列車の生山駅・米子駅または安来駅・松江駅、上り列車の根雨駅・備中高梁駅では長時間停車に合わせた物販の実施や乗客へのおもてなしが行われる[30]。
- 上り列車の備中高梁駅では21時22分から22時まで38分間停車し、「ふたたび、高梁」をテーマに、高梁市が誇る「文化」「食」「地酒」などで、旅の思い出になるような、おもてなしが提供される。運行開始日など限定日で備中神楽・備中たかはし松山踊りが披露されたり、車内での高梁名物や地元エリア特産品、地酒の販売など観光PRが行われる。また停車中は、備中高梁駅の橋上テラスや隣接した高梁市図書館の商業スペースを時間延長して利用できる[30][31]。
- 上り列車において、倉敷駅から先の山陽本線内では、例えば中庄駅では約1時間30分ほどの運転停車[要出典]が設定されるなど途中駅では度々運転停車が行われる。
- 2022年（令和4年）運行分より上り列車の終着駅を京都駅まで延長[12]。

### 山陽方面

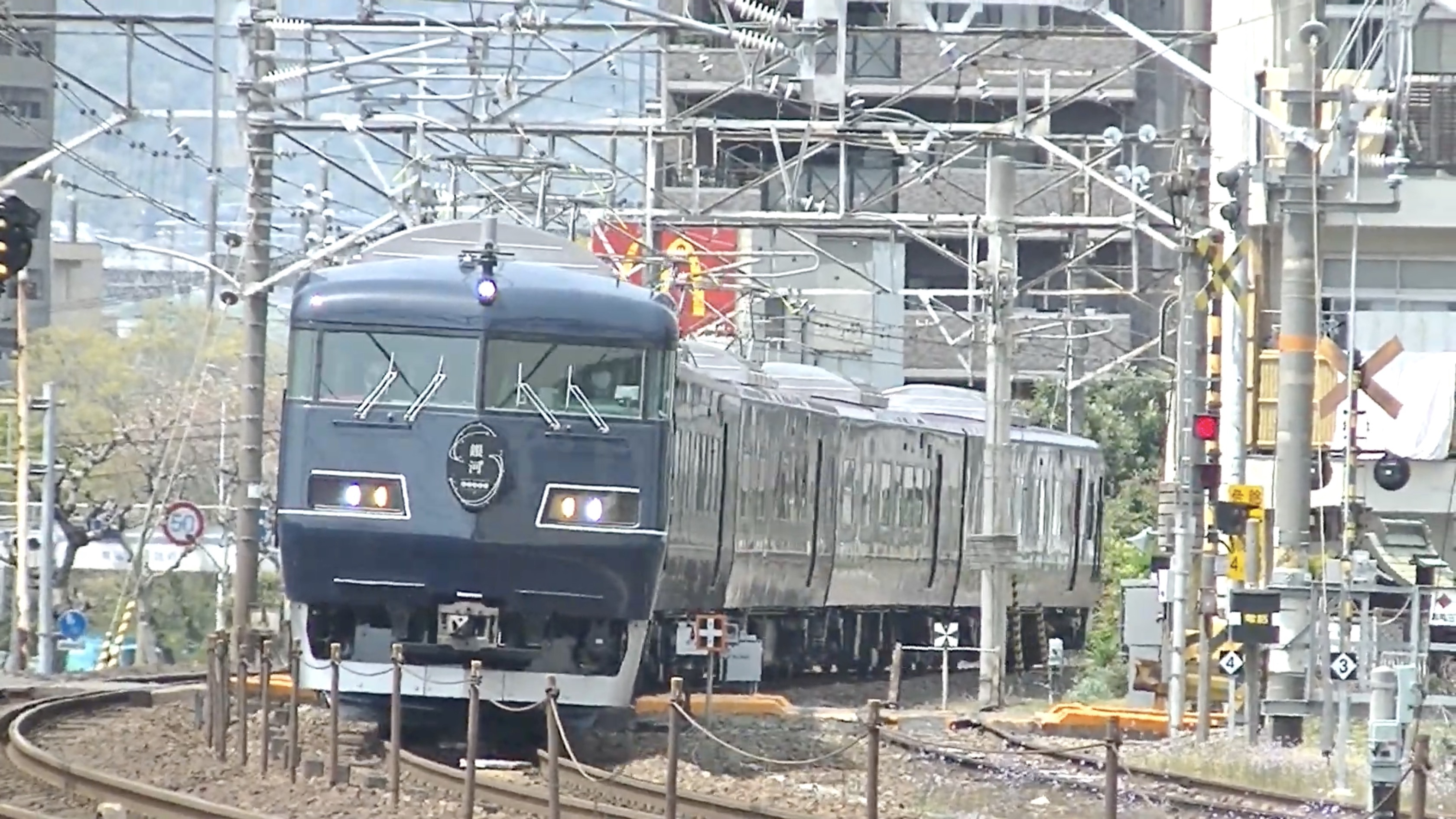
山陽本線を走行する「WEST EXPRESS 銀河」
（2020年4月16日 広島駅付近）

京都駅 - 下関駅間を東海道本線・山陽本線経由で結ぶ。下り列車は月曜日・金曜日、上り列車は水曜日・土曜日に運行される。山陰方面と異なり運行区間は上下とも同じだが、こちらも停車駅は方面ごとに異なる。発売される切符には乗降区間の指定があり、下りは姫路駅 - 広島駅間、上りは広島駅 - 神戸駅間を挟まない切符（特急券・グリーン券）は発売されない。

#### 停車駅（山陽方面）
京都駅 - 新大阪駅 - 大阪駅 - 三ノ宮駅 - 神戸駅 -〔西明石駅〕-〔姫路駅〕- 広島駅 -〔宮島口駅〕- 岩国駅 - 柳井駅 - 徳山駅 - 防府駅 - 新山口駅 - 宇部駅 - 新下関駅 - 下関駅
- 〔　〕は下関行きのみ停車。
- 柳井駅では下り列車が8時13分から8時31分までの18分間、上り列車が22時4分から22時16分までの12分間停車する[20]。
- 下り列車は曜日により姫路駅の着時刻が異なる[20]。
- 2022年（令和4年）運行分より上り列車が宇部駅に停車[18]。
- 2024年（令和6年）運行分より京都駅 - 大阪駅間を延長の上、停車駅を変更[20]。

2022年（令和4年）までの停車駅
大阪駅 - 三ノ宮駅 - 神戸駅 - 西明石駅 - 姫路駅 - 岡山駅 - 倉敷駅 - 福山駅 - 三原駅 - 西条駅 - 広島駅 - 宮島口駅 - 岩国駅 -（柳井駅）- 徳山駅 -（防府駅）- 新山口駅 -（宇部駅）- 新下関駅 - 下関駅
- （　）は大阪行きのみ停車。

### 紀南方面

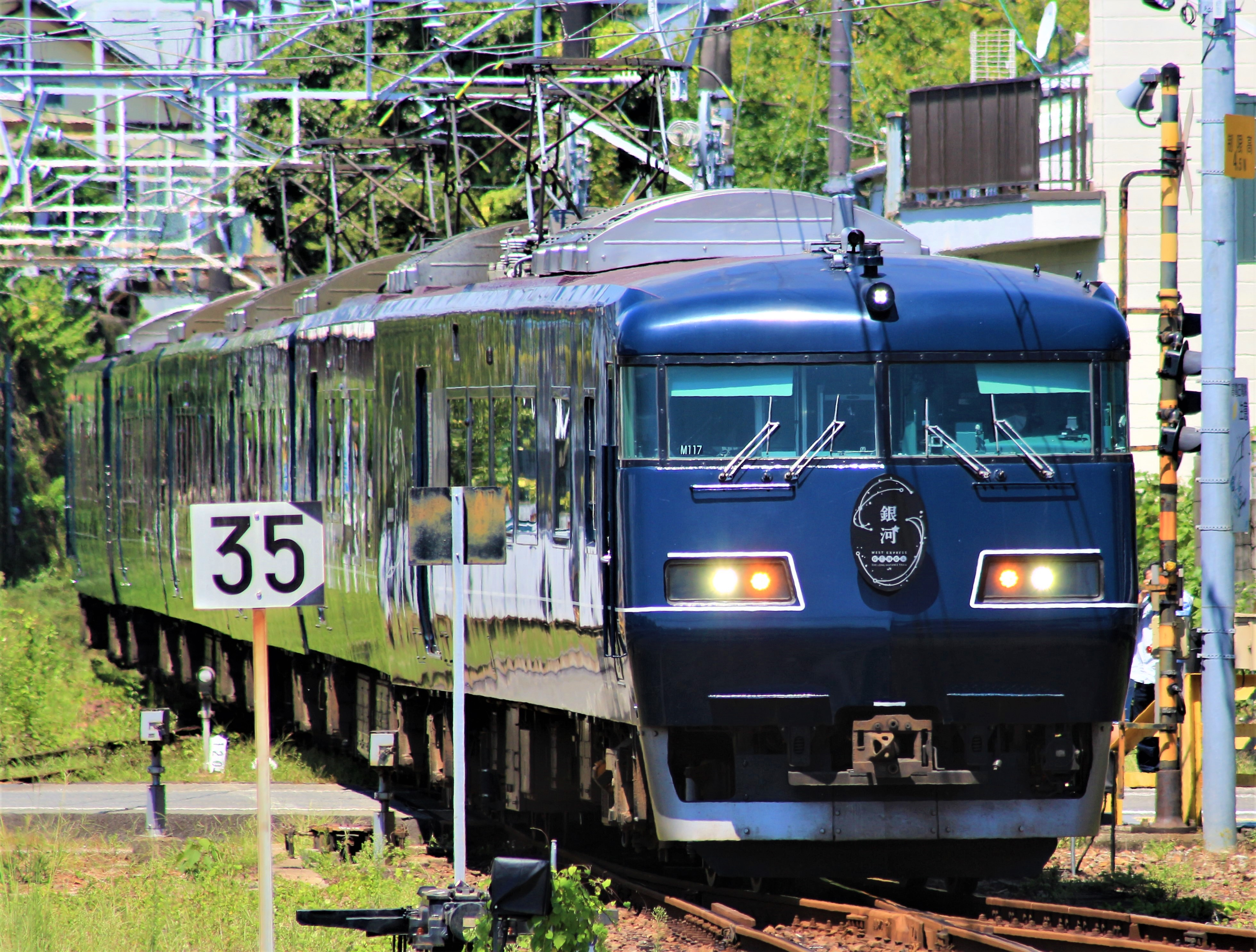
紀勢本線を走行する「WEST EXPRESS 銀河」
（2021年8月29日 新宮駅付近）

京都駅 - 新宮駅間を東海道本線・大阪環状線・阪和線・紀勢本線経由で結ぶ。下り（月曜日・金曜日発）は夜行特急として、上り列車は水曜日・日曜日に昼行特急として運行される。運行区間は上下とも同じだが、停車駅は方面ごとに異なる。発売される切符には乗降区間の指定があり、下りは大阪駅 - 串本駅間、上りは白浜駅 - 和歌山駅間を挟まない切符（特急券・グリーン券）は発売されない。
2022年（令和4年）度運行分からは、上り列車の新宮駅発車時刻を12時00分から9時50分へ繰り上げることにより、新大阪駅・京都駅到着時刻が1時間30分早まり、博多駅・東京駅・金沢駅への当日中の到着が可能となった。また編成についても向きを逆転させることにより、海側座席を倍増させている。2023年（令和5年）度運行分から上り列車の新宮駅発車時刻を9時50分から13時2分へ再度繰り下げ、大阪駅へ停車するようになった。
紀南方面への運行は当初の計画に含まれていなかったが、2020年10月7日、和歌山県と新宮市・すさみ町・古座川町・串本町・那智勝浦町・太地町・北山村が合同でJR西日本和歌山支社に対し、和歌山県南部への運行を求める要望書を手渡したことが報じられた。和歌山支社は今後、和歌山県南部への運行実現に向け取り組んでゆくとしており、これを踏まえて計画され、2021年5月に計画が発表されたものである。同年7月16日から運行を開始した。

#### 停車駅（紀南方面）
京都駅 - 新大阪駅 - 大阪駅 - 天王寺駅 - 日根野駅 - 和歌山駅 - （海南駅）-（紀伊田辺駅）-（白浜駅）-（周参見駅） - 串本駅 -（古座駅）-（太地駅）- 紀伊勝浦駅 - 新宮駅
- （　）は京都行きのみ停車。
- 下り列車の和歌山駅（78分間停車）では、夜食として駅外で和歌山中華そばの提供が行われる[10]。
- 下り列車の串本駅（116分停車）では、｢橋杭岩｣の日の出を鑑賞できる時間が設けられているほか、駅外のレストランで朝食の提供が行われる[10][21]。
- 下り列車の串本駅・紀伊勝浦駅・新宮駅、及び上り列車の新宮駅 - 紀伊田辺駅間では長時間停車に合わせた物販の実施や乗客へのおもてなしが行われる[10][21]。
- 上り列車は曜日により、紀伊勝浦駅・太地駅・古座駅・串本駅・日根野駅・天王寺駅の発時刻・着時刻が異なり、太地駅・串本駅でおもてなしが行われる日と、紀伊勝浦駅・古座駅でおもてなしが行われる日がある[21]。
- 2023年（令和5年）度運行分より大阪駅（うめきたエリア）に停車[22]。

## 特別運行
西日本各地へのデスティネーションキャンペーンの一環などで、通常の運行区間とは異なる区間での運転が行われている。いずれも旅行商品のみの発売で、駅窓口での切符の販売は行われなかった。

### 四国方面
「四国デスティネーションキャンペーン」のクライマックスとして2021年（令和3年）12月25日から12月26日にかけて大阪駅 - 琴平駅間で1往復運転。これが初の四国エリアおよび他社線での運行となった。25日に琴平行きが、26日に大阪行きが運行された。いずれも昼行特急列車としての運転であった。

#### 停車駅
大阪駅 - 神戸駅 - 岡山駅 - 児島駅 -（丸亀駅）- 多度津駅 - 琴平駅
- 丸亀駅は大阪行きのみ停車。
- 下り列車の岡山駅（32分間停車）では、岡山忍者によるお出迎え、地元特産品の販売、「うらじゃ」の披露が行われた。
- 下り列車の多度津駅（30分停車）では、多度津京極少林寺拳法太鼓の披露、多度津シルバー人材センターによる物販・おもてなし、多度津戦隊「モリアゲルンジャー」「さくらちゃん」によるおもてなしが行われた。
- 琴平駅では「こんぴーくん」「こんぴらふねふねの舞」によるお出迎え・お見送り、讃岐うどん・おいりのふるまいが行われた。
- 下り列車において、琴平駅到着後のプランとして金刀比羅宮昇殿参拝、「四国まんなか千年ものがたり」への乗車ができた。
- 上り列車の丸亀駅では、丸亀城立ち寄り観光（60分間）が設定され、「とり奉行 骨付じゅうじゅう」「京極くん」「丸亀市観光親善大使」によるお出迎え・お見送りや物販のほか、丸亀城のご案内、骨付鳥のふるまい、本鷹かりんとう等のプレゼントが行われた。
- 上り列車の丸亀駅出発後に車内で料亭二蝶の「WEST EXPRESS 銀河」運行にあわせたお弁当セットが配布された。
- 上り列車の児島駅（39分間停車）では、瑜伽太鼓の披露、「Gパンダ」によるお出迎え、地元特産品の販売が行われた。
- 岡山駅 - 児島駅間で、「WEST EXPRESS 銀河」グッズ等の車内販売が行われた。

### 城崎温泉方面
「兵庫デスティネーションプレキャンペーン特別企画」として2022年（令和4年）7月1日 - 7月3日にかけて大阪駅 - 城崎温泉駅間で1日1往復運行された
。いずれも昼行特急列車として運転された。
2023年（令和5年）には、「兵庫デスティネーションキャンペーン」の一環として、7月1日に姫路発城崎温泉行き、7月2日に城崎温泉発大阪行きが1本ずつ運行された。

#### 停車駅（2022年）
大阪駅 - 宝塚駅 -〔篠山口駅〕- 石生駅 -（和田山駅）- 豊岡駅 - 城崎温泉駅
- 〔〕は城崎温泉行のみ、（）は大阪行きのみ停車。
- 往路・復路共通
  - 宝塚駅（下り10分間停車・上り5分停車）では、地元の皆様によるお出迎え（下り）、お見送り（上り）が行われた。
  - 石生駅（下り10分停車・上り25分停車）では、ちーたん（ゆるキャラ）がお出迎え。小豆茶の振る舞い、サンプルのお渡しが行なわれた。上り列車のみ、甲冑武者によるほら貝の演奏が行われた。
  - 豊岡駅（30分停車）では、玄さん・コーちゃん（ゆるキャラ）が横断幕と小旗でお出迎え、特産品の販売が行われた。
  - 宝塚駅 - 篠山口駅間では、宝塚市観光大使「サファイア」によるウィルキンソン炭酸、温泉の素、炭酸せんべいなどのお菓子の詰め合わせのお渡しがあり、特産品の販売も行われ、兵庫の食材を使った弁当の提供があった（下り：WEST EXPRESS 銀河弁当・上り：かに寿し）。
- 往路
  - 篠山口駅（10分停車）では、丹波築山デカンション節を保存会による踊りの披露、「まるいの・まめりん」（ゆるキャラ）のお出迎えが行われた。
  - 城崎温泉駅では歓迎セレモニーがあり、湯けむり太鼓と観光大使によるお出迎え、オリジナルマスクの配布、浴衣でのお出迎えが行われた。
  - 宝塚駅出発後、丹波篠山市によるおもてなしや特産品の販売が行われた。
  - 石生駅出発後、朝来市による記念品のお渡しや特産品の販売が行われた。
- 復路
  - 城崎温泉駅では、地元の大学によるおもてなしやオリジナルコインケースのお渡し、浴衣でのお見送りが行われた。
  - 和田山駅（20分停車）では、虎臥太鼓による歓迎とお見送り、特産品の販売が行われた。

#### 停車駅（2023年）
7月1日
姫路駅 - 神戸駅 - 宝塚駅 - 城崎温泉駅
- 吹田貨物ターミナル駅で方向転換を行った。

7月2日
城崎温泉駅 - 和田山駅 - 石生駅 - 大阪駅
- 往路
  - 車内弁当として「#まるっとひょうご 五国いなり」が配布された。
  - 西明石駅では、明石観光PR隊長「パパたこ」（ゆるキャラ）によるお出迎えが行われた。
  - 神戸駅（30分停車）では、ジャズの生演奏、有馬芸妓のお出迎え、ゴーフルの配布が行われた。
  - 宝塚駅（6分停車）では、宝塚市観光大使「サファイア」によるお出迎えが行われた。
  - 姫路駅 - 西明石駅間では、あかしたこせんの配布、観光PRが行われた。
  - 宝塚駅 - 柏原駅間では、宝塚市観光大使「サファイア」によるPR、ウィルキンソン炭酸の配布、宝塚市の特産品の車内販売が行われた。
  - 城崎温泉駅では、観光大使による浴衣でのお出迎えが行われた。
- 復路
  - 車内弁当として「あっちっちかにめしとすきやき弁当」が配布された。
  - 城崎温泉駅では、駅前にて「とことこダンサーズ」によるパフォーマンス、観光大使によるお見送りが行われた。
  - 和田山駅（25分停車）では、虎臥太鼓による歓迎とお見送り、朝来市の特産品販売が行われた。
  - 石生駅（13分停車）では、「ちーたん」によるお出迎え、甲冑武者による演舞・ほら貝の演奏・記念撮影・駅前にて丹波市の特産品販売が行われた。
  - 篠山口駅 - 大阪駅間では、丹波篠山市の特産品の車内販売が実施された。

### 岡山方面
「岡山デスティネーションプレキャンペーン特別企画」として2022年（令和4年）7月8日・9日、8月19日・8月20日、9月23日・9月24日の3回、岡山方面に運転された。月ごとに以下の3コースで運行された。
- 笠岡・美星天文台コース：7月8日に大阪駅発笠岡行、7月9日に尾道発京都行を1本ずつ運転[42]。
- 新見・蒜山スターウォッチングコース：8月19日に大阪発新見行、8月20日に岡山発新見経由京都行きを1本ずつ運転[43]。
- 備中高梁・蒜山キャンドルナイトコース[注 6]：9月23日に大阪発備中高梁行き、9月24日に岡山発備中高梁行・新見発京都行きを運転[45]。

#### 停車駅（笠岡・美星天文台コース）
7月8日
大阪駅 - 三ノ宮駅 - 神戸駅 - 西明石駅 - 姫路駅 - 岡山駅 - 倉敷駅 - 笠岡駅
7月9日
尾道駅 - 福山駅 - 笠岡駅 - 神戸駅 - 三ノ宮駅 - 大阪駅 - 新大阪駅 - 京都駅
- 往路
  - 西明石駅 - 姫路駅間で姫路銘菓などの販売が行われた。
  - 姫路駅では昼食として「こがーなえーもん ぎょーさん岡山弁当」が配布された。
  - 姫路駅 - 岡山駅間で銀河グッズの販売が行われた。
  - 倉敷駅では、倉敷いぐさのコースターのプレゼントが行われた。
  - 笠岡駅では、白石踊の披露が行われた。
  - 往路のオプションプランとして、倉敷駅到着後、倉敷美観地区散策、矢掛の街並み散策が出来た。
- 復路
  - 福山駅では福山市の特産品の販売、琴の演奏の披露が行われた。
  - 笠岡駅到着後の道の駅笠岡ベイファーム、美星天文台（星空観賞・解説・備中神楽/交替での鑑賞）が出来た。
  - 笠岡駅では、笠岡ラーメンの提供が行われた。
  - 復路のオプションプランとして、「ラ・マル・ド・ボァ」の乗車や尾道散策が出来た。

#### 停車駅（新見・蒜山スターウォッチングコース）
8月19日
大阪駅 - 三ノ宮駅 - 神戸駅 - 西明石駅 - 姫路駅 - 岡山駅 - 備中高梁駅 - 新見駅
8月20日
岡山駅 - 備中高梁駅 - 新見駅 - 神戸駅 - 三ノ宮駅 - 大阪駅 - 京都駅
- 岡山駅では昼食として「こがーなえーもん ぎょーさん岡山弁当」が配布された。
- 備中高梁駅では、高梁の特産品販売が行われた。
- 新見駅では、新見の特産品販売、りんどうのプレゼント、マスコットキャラクター「にーみん」によるお出迎えが行われた。
- 19日のみ、岡山駅では、岡山の特産品販売、「うらじゃ」の披露が行われた。
- 19日列車の西明石駅 - 姫路駅間で姫路銘菓などの販売が行われた。
- 19日列車の姫路駅 - 岡山駅間、20日列車の岡山駅 - 備中高梁駅間で銀河グッズの販売が行われた。

#### 停車駅（備中高梁・蒜山キャンドルナイトコース）
9月23日
大阪駅 - 三ノ宮駅 - 神戸駅 - 西明石駅 - 姫路駅 - 岡山駅 - 備中高梁駅
9月24日
岡山駅 - 備中高梁駅
新見駅 - 神戸駅 - 三ノ宮駅 - 大阪駅 - 京都駅
- 岡山駅では昼食として「こがーなえーもん ぎょーさん岡山弁当」が配布された。
- 備中高梁駅では、高梁の特産品販売が行われた。
- 岡山駅 - 備中高梁駅間で「高梁茶゛（たかはしぢゃ）」がプレゼントされた。
- 23日のみ、岡山駅では、岡山の特産品販売、「うらじゃ」の披露が行われた。
- 23日列車の西明石駅 - 姫路駅間で姫路銘菓などの販売が行われた。
- 23日列車の姫路駅 - 岡山駅間、24日列車の岡山駅 - 備中高梁駅間で銀河グッズの販売が行われた。

### 関西空港方面
関西国際空港の開港30周年を記念し、空港への特別旅行プランとして2024年（令和6年）9月28日・29日に関西空港線へ乗り入れる団体列車が運行された。客扱いを行った国鉄型車両が関西空港線へ乗り入れるのは今回が初となる。関西空港駅到着後は関西国際空港の制限区域内を見学するツアーが実施され、展望ホールスカイビューの夜間開放が行われた。

#### 停車駅
京都駅 - 大阪駅 - 関西空港駅
- 上り列車の関西空港駅から大阪駅間で、グッズ等の車内販売が行われた。

### 大阪・関西万博方面
大阪・関西万博開催に合わせ、「tabiwaトラベル」のツアー商品として、2025年（令和7年）5月23日・5月30日・6月20日に敦賀発新大阪行き、5月24日・5月31日・6月21日に新大阪発敦賀行き（いずれも夜行）を各日1本ずつ運行する。ツアーには大阪・関西万博の一日入場券と、日本館への入場予約券が含まれる。ただし、新大阪駅と万博会場間の移動は各自で手配する必要がある。

#### 停車駅
敦賀駅 - 新大阪駅

### 琵琶湖一周・奈良線方面
クラブツーリズム・JR西日本・福寿園の共同企画ツアーとして、2025年（令和7年）6月7日に湖西線・北陸本線・琵琶湖線・奈良線へ乗り入れる団体列車が運行される。湖西線・琵琶湖線・奈良線へ乗り入れるのは今回が初となる。

#### 停車駅
京都駅 - 近江塩津駅 - 米原駅 - 京都駅 - 上狛駅 - 京都駅
- 上狛駅到着後約10分間徒歩移動で福寿園「山城館」にて様々な「お茶体験」を実施。
- 列車内では、着物姿のコンシュルジュによるおもてなしとともに、特別な折詰とお茶菓子、茶道のお点前体験を実施。

## 使用車両
使用車両はかつて関西圏の新快速などに使用された117系6両編成を種車として改造したもので、デザインは「えちごトキめきリゾート雪月花」「肥薩おれんじ鉄道」なども手がけた川西康之が担当している。
車体は瑠璃紺色で塗装され、西日本が誇る美しい海や空を表現している。
灯火類はLEDに更新されたほか、正面上部中央にも1つ前照灯が加えられた。窓は寝転がりながら車窓を楽しめるよう大きなものに変更されている。またノイズ対策のために、コンプレッサーが交換されたほか、床の点検口が塞がれ、一部の窓は固定窓となっている。
座席タイプである2+2列シートとノビノビ座席を除く車内の座席は、昼行特急列車運用時は座席状態に、夜行特急列車運用時はベッド状態になる。
2+2列シートも、普通車指定席でありながら左右交互の千鳥配置でシートピッチは1200 mmと、他の特急列車のグリーン車並みの座席間隔が確保されている。また車内にはWi-FiやUSBポート、大型荷物置場も完備されている。

### 編成表
| ← 出雲市・下関・新宮・琴平大阪・京都 → | ← 出雲市・下関・新宮・琴平大阪・京都 → | ← 出雲市・下関・新宮・琴平大阪・京都 → | ← 出雲市・下関・新宮・琴平大阪・京都 →   | ← 出雲市・下関・新宮・琴平大阪・京都 → | ← 出雲市・下関・新宮・琴平大阪・京都 → | ← 出雲市・下関・新宮・琴平大阪・京都 → |
| -------------------------------------- | -------------------------------------- | -------------------------------------- | ---------------------------------------- | -------------------------------------- | -------------------------------------- | -------------------------------------- |
| 号車                                   | 1                                      | 2                                      | 3                                        | 4                                      | 5                                      | 6                                      |
| 車番 （種車）                          | クロ116-7016 （クハ116-16）            | モハ116-7036 （モハ116-36）            | モハ117-7036 （モハ117-36）              | モハ116-7032 （モハ116-32）            | モハ117-7032 （モハ117-32）            | クロ117-7016 （クハ117-16）            |
| 定員 （昼/夜）                         | 16名/8名                               | 26名/26名                              | 28名/24名                                | -                                      | 18名/18名                              | 13名/9名                               |
| 設備                                   | G （ファーストシート）                 | F指 （クシェット）                     | 指 （ファミリーキャビン） フリースペース | フリースペース                         | 指 （クシェット）                      | G個 （プレミアルーム） フリースペース  |

凡例
G = グリーン車指定席
G個 = グリーン個室
指 = 普通車指定席
F = 普通車指定席（女性席）
 = 車椅子対応
全6両が全て異なる座席構成となっている。各号車それぞれの車内の詳細は以下の通り。

### 1号車
グリーン車指定席。1+1列の座席が設置されている。座席には「ファーストシート」の愛称が付く。
昼行時は1+1列のボックスシートとなり、1区画で2名ずつ利用できるが、夜行時は就寝時にノビノビ座席と同様の簡易寝台を展開する都合上1区画1名利用となり、レースカーテンが取り付けられる。
昼行時の定員は16名、夜行時の定員は8名。
1号車デッキにはグリーン車の乗客専用のラウンジがあり、旅をイメージした書籍も設置されている。

### 2号車
普通車指定席。3区画に仕切られた上下2段式のノビノビ座席と、2+2列シートが設置されている。ノビノビ座席には簡易寝台の意味の「クシェット」の愛称が付けられている。運行開始当初はは女性専用車両であったが、2024年（令和6年）3月18日より一部の女性席の設定を終了した。
女性更衣室、女性専用トイレを設置。
定員は昼行時、夜行時ともに26名。

### 3号車
普通車指定席。家族で利用できるコンパートメントシート2区画と、2+2列シートが設置されている。コンパートメントシートには「ファミリーキャビン」の愛称が付けられている。「ファミリーキャビン」は昼行時は4名利用であるが、夜行時は折り畳まれたシートが広げられ2名利用となる。
車端部には、フリースペース「明星」が設けられている。
昼行時の定員は28名、夜行時の定員は24名。

### 4号車
フリースペース車両。フリースペースには「遊星」の愛称が付けられている。
自由に過ごせるようにテーブルや着席スペースが複数配置され、イベントなどで利用できる小さな屋台風カウンターも設置されている。一部区間で簡単なお弁当などの商品販売や、日にち限定の車内イベントスペースとして使われている。夜行時でも終夜照明がつけられる。テーブルには将棋、チェス、オセロ、囲碁のボードがある。

### 5号車
普通車指定席「ノビノビ座席」。5区画に仕切られたノビノビ座席が設置されている。ノビノビ座席には「クシェット」の愛称が付く。
うち4区画は上下2段式で、このうち出入口ドアに近い1区画は車いす対応の1段ベッドとなっている。また車内には車いす対応座席、多機能トイレが配置されている。
定員は昼行時、夜行時ともに18名。

### 6号車
グリーン車指定席。鍵のかかる個室が5室配置されている。個室には「プレミアルーム」の愛称が付けられている。
個室の形を従来にない台形とすることで、一定のベッド面積に加えてレール方向に約4メートルの長さが確保されている。
1人用個室以外の個室は、1室につき昼行時は3名利用だが、夜行時はベッドが広げられ2名利用となる。
また車端部には、グリーン車利用客専用のラウンジ状のフリースペース「彗星」が設けられている。
昼行時の定員は13名、夜行時の定員は9名。

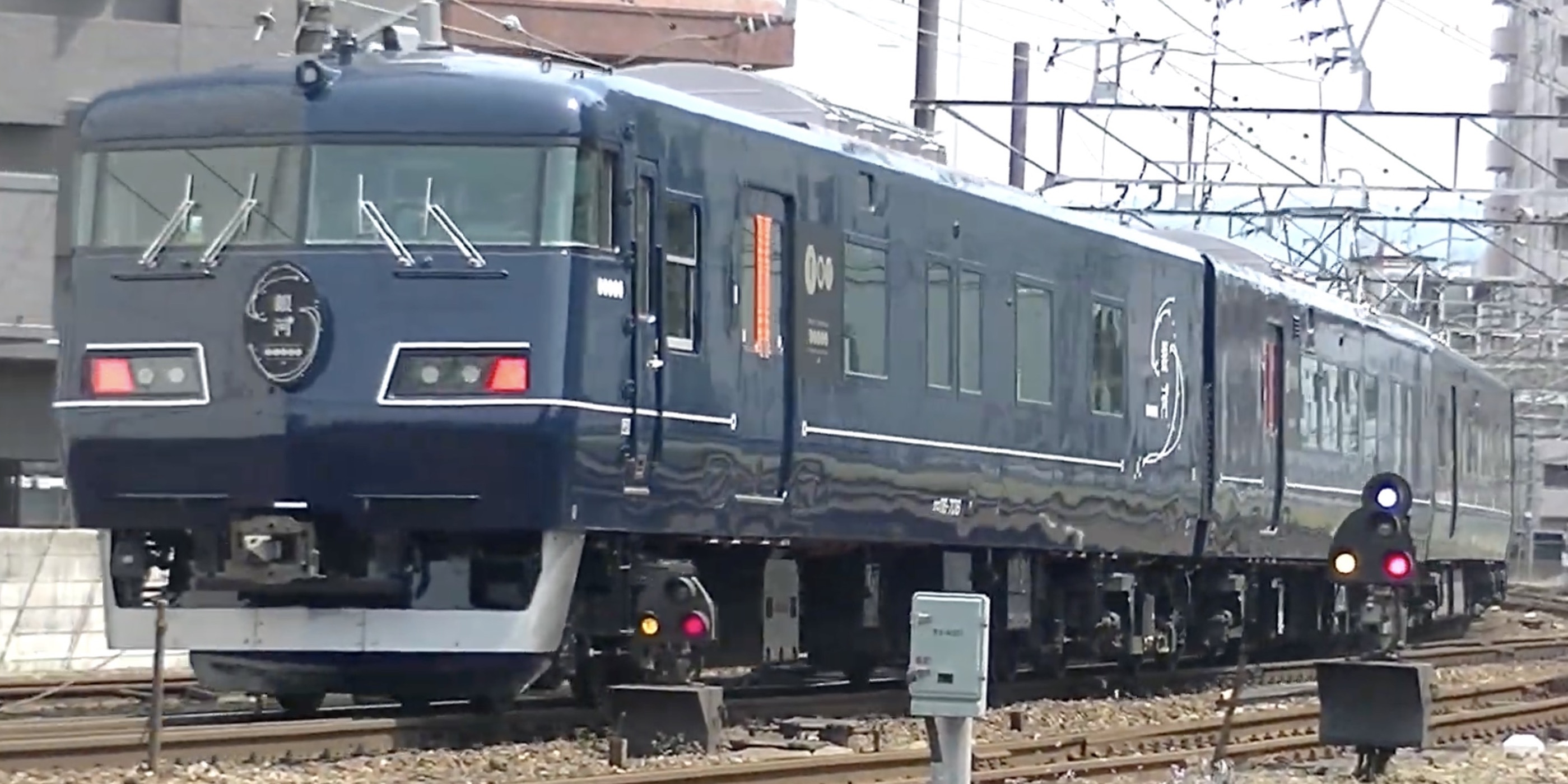
1号車 クロ116-7016
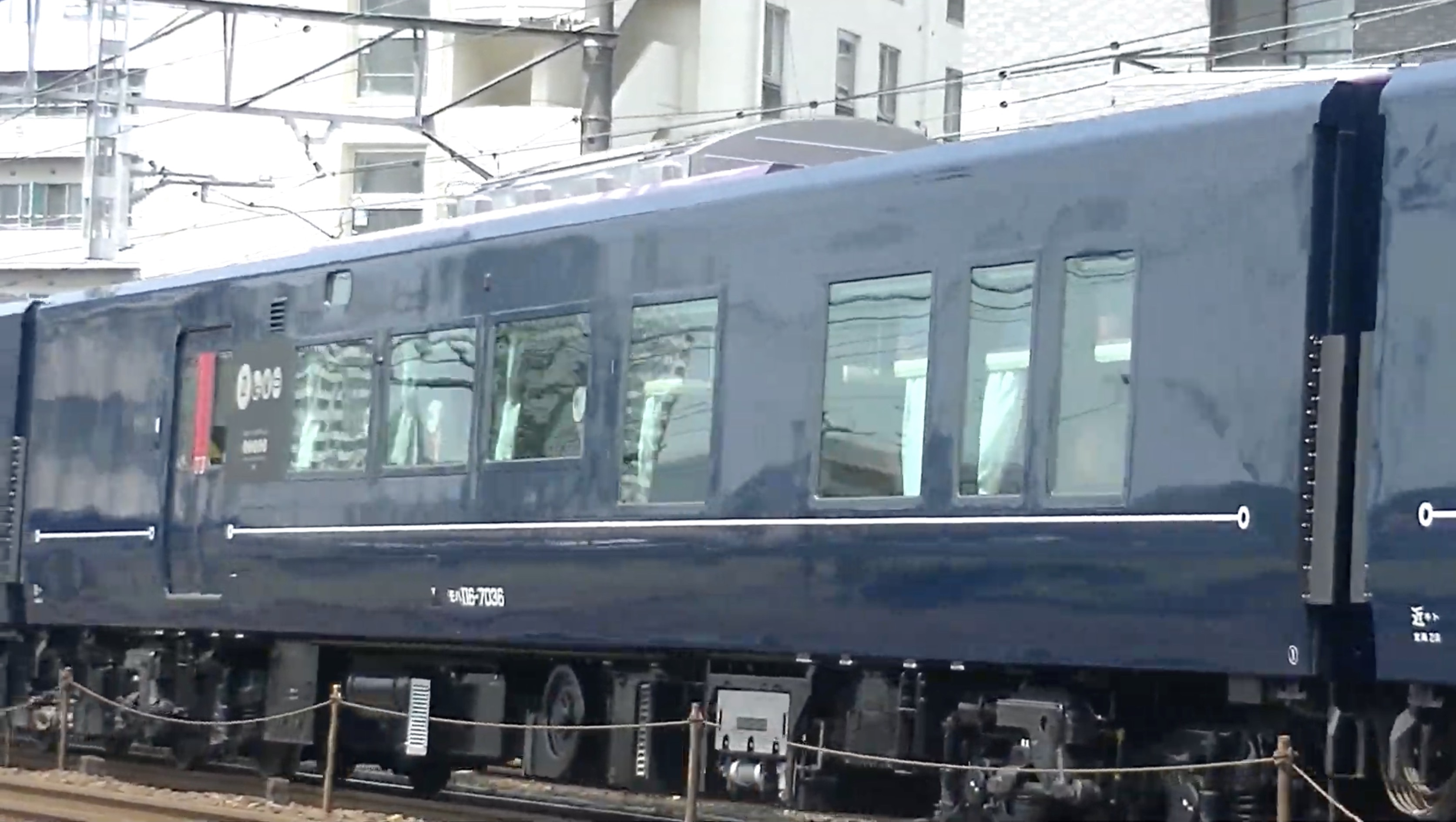
2号車 モハ116-7036
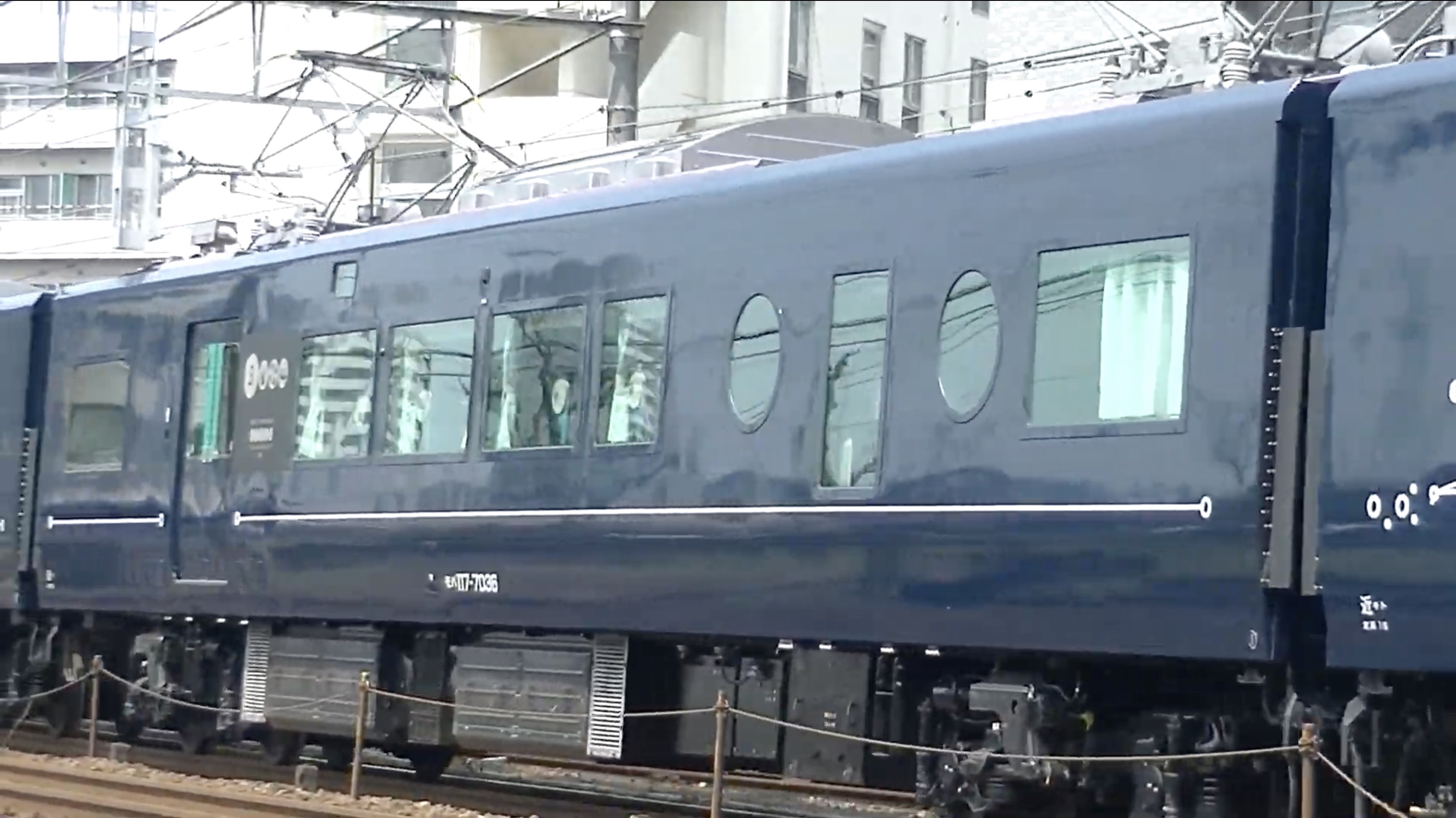
3号車 モハ117-7036
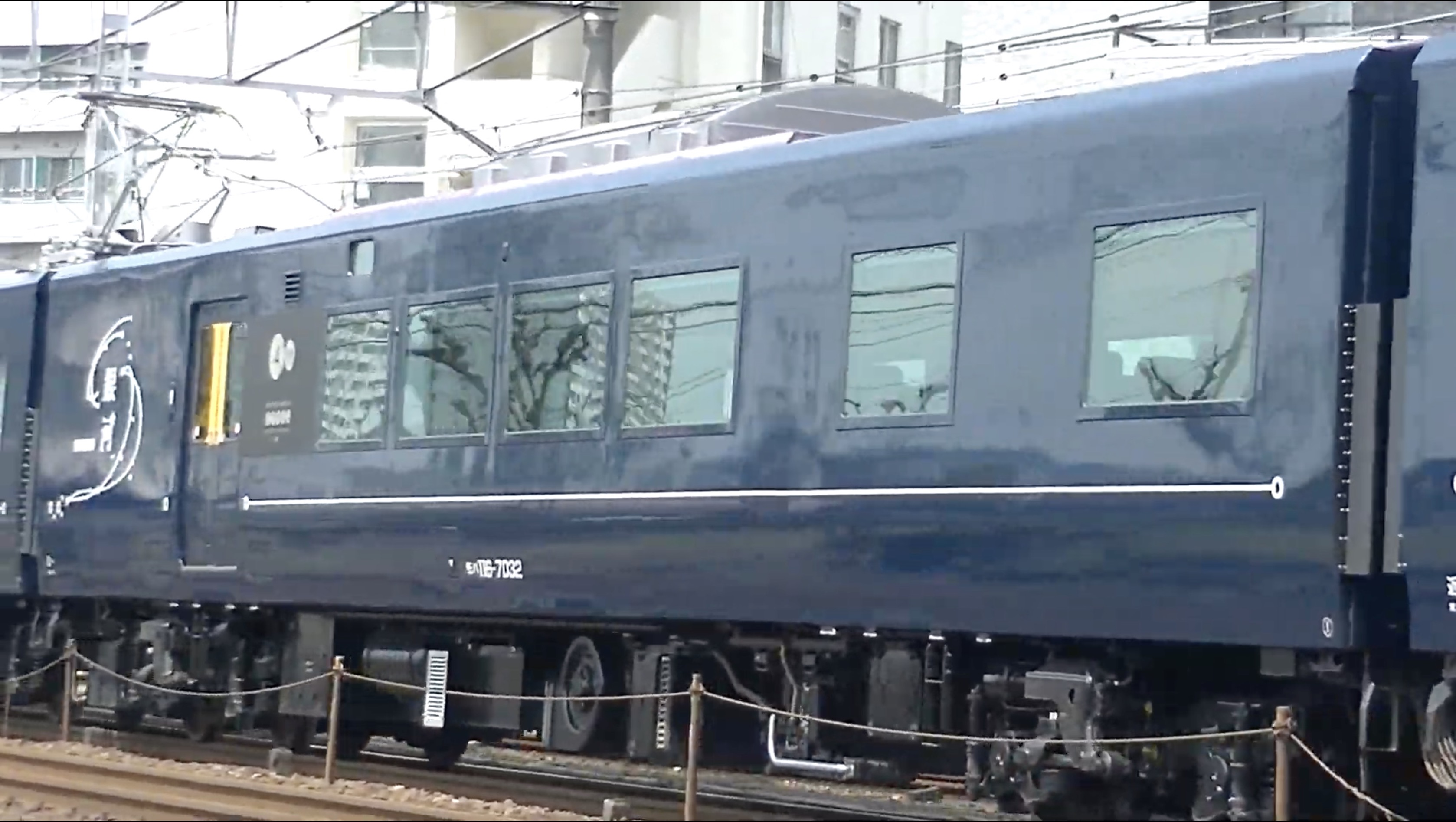
4号車 モハ116-7032
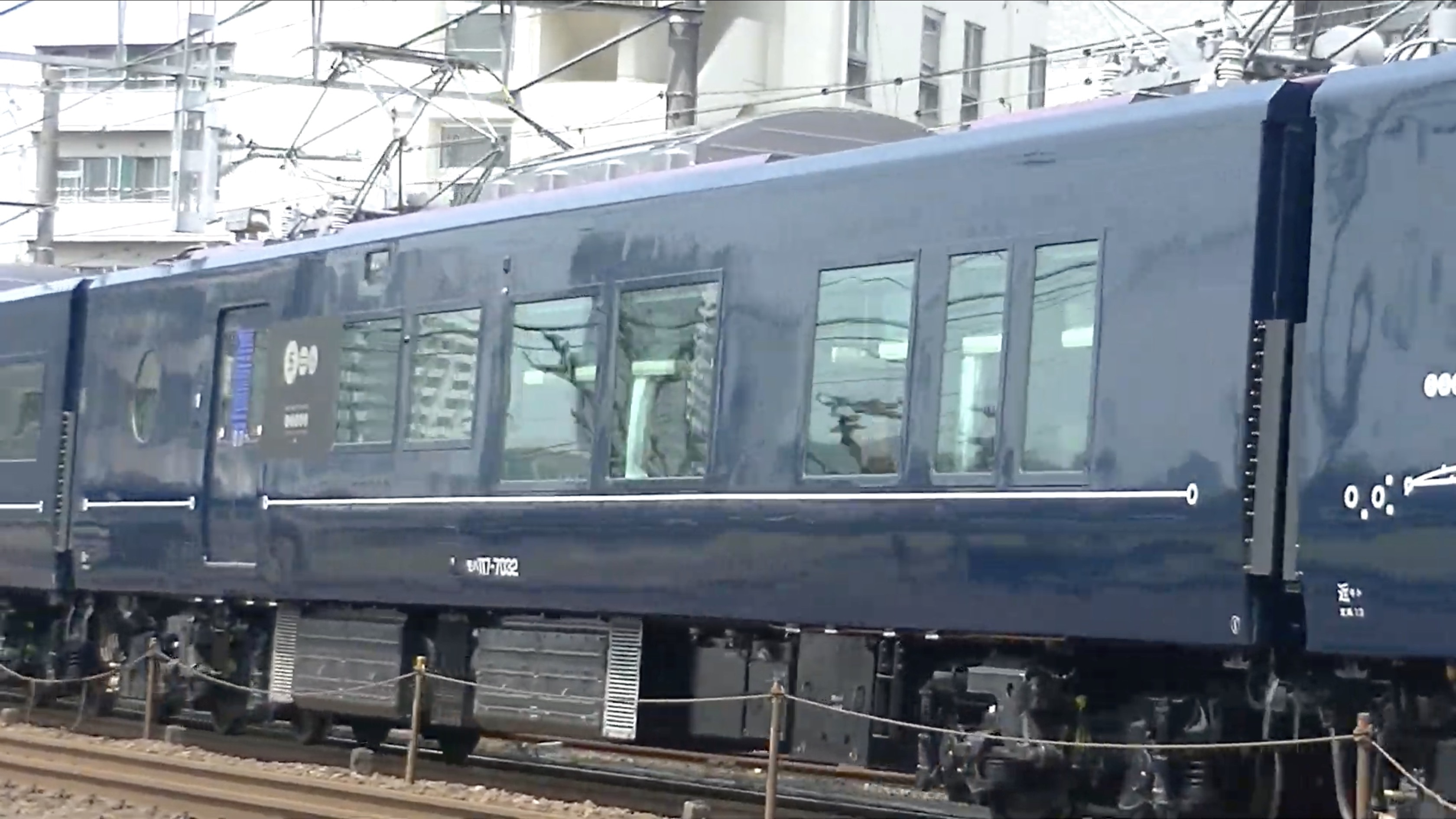
5号車 モハ117-7032
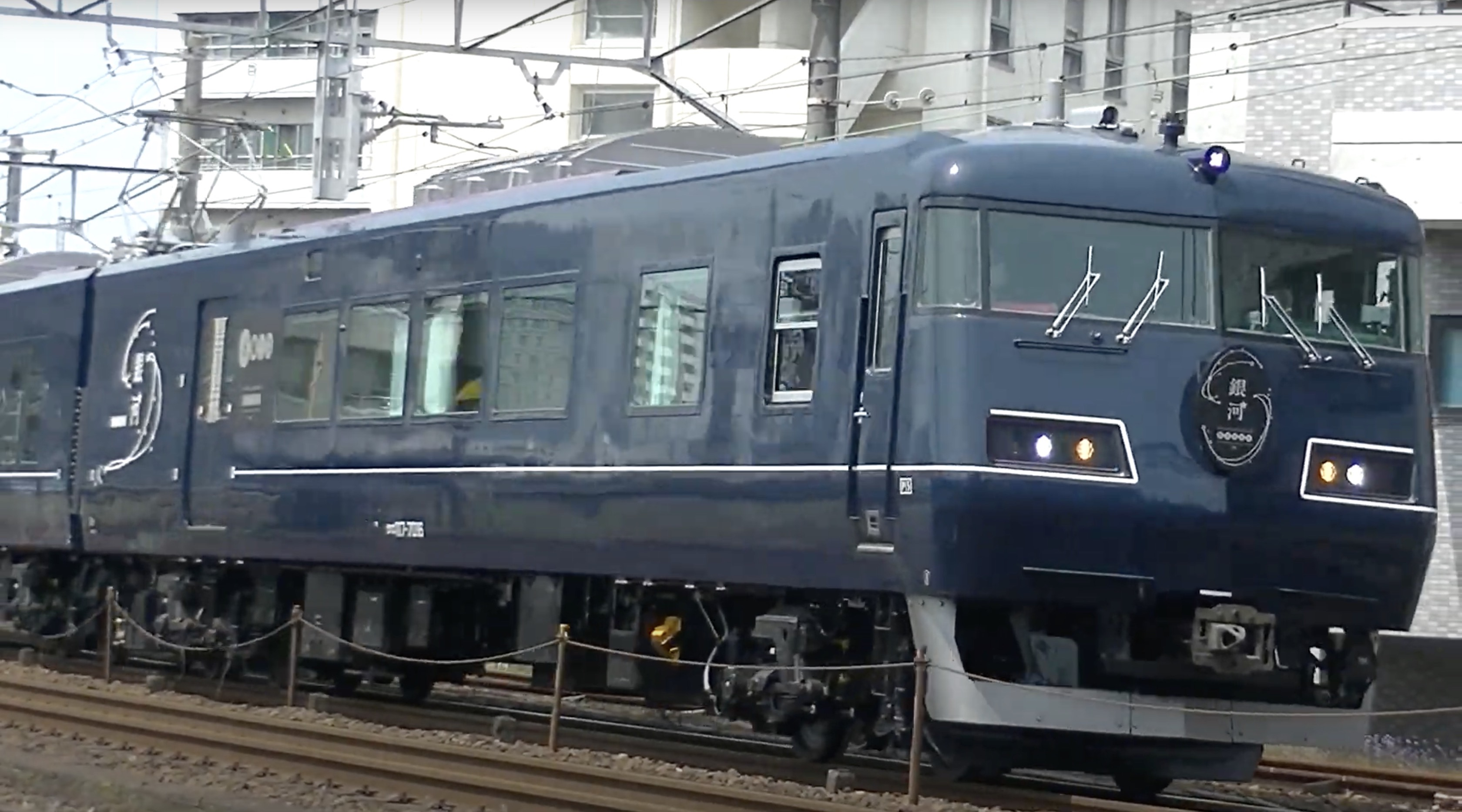
6号車 クロ117-7016
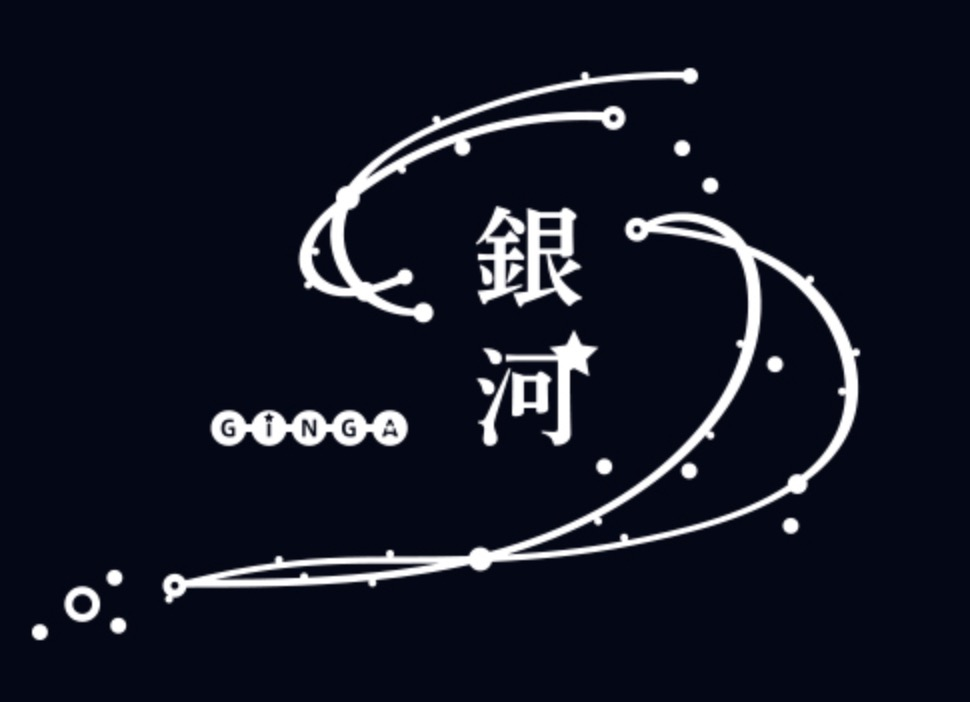
車体側面（1号車、4号車、6号車）に書かれている銀河ロゴ

## その他
- 「WEST EXPRESS 銀河」運行開始前の2018年（平成30年）9月21日、「サンライズ出雲」93号（京都発出雲市行き）にて、沿線停車駅で景品配布や物販などのおもてなしが行われた[55]。
- 2020年（令和2年）10月4日、貨客混載輸送の取り組みの一環として、大阪駅で開かれた「山陰いいものマルシェ」で、前日の山陰方面上り運行時に松江駅で積み込んだ山陰地方の特産品の販売が行われた[56][57]。
- 2021年（令和3年）1月2日 - 4日[58][59]、2022年（令和4年）1月4日 - 7日[60][61]、京都鉄道博物館において特別展示が行われた。6両編成のうち、1号車・4号車・5号車・6号車を向日町操車場にて組成して展示が行われた。2024年（令和6年）3月7日 - 11日にも展示されたが、6両編成のうち、1号車・6号車のみの展示とされ、京都鉄道博物館の保存車両であるクハ117-1と並べて展示された[62][63][64]。
- 2023年（令和5年）2月11日、「大阪来てな!キャンペーン」の一環として大阪駅で車両公開イベントが行われた[65]。大阪駅での一般公開は初めてとなった。

## 沿革
- 2016年（平成28年）
  - 11月29日：TWILIGHT EXPRESS 瑞風に関する記者会見の席上で、「新たな長距離列車」の構想を発表[66]。
- 2019年（平成31年・令和元年）
  - 3月19日：列車名・エクステリア・設備愛称名が発表される[2]。
  - 11月20日：運行概要が発表される[3]。
- 2020年（令和2年）
  - 1月25日：吹田総合車両所で使用車両を報道陣に公開[26]。
  - 3月16日：運行日・運行時刻の詳細を発表[28]。
  - 4月6日：新型コロナウイルス感染症の流行に伴う利用の状況を理由に、運行開始日を無期限延期すると発表[28]。
  - 9月11日：運行開始[5][1]。
  - 12月12日：山陽方面への運行を開始、[29][17]。
  - 12月16日：同年夏 - 秋の和歌山県南部への新規運行を発表。
- 2021年（令和3年）
  - 1月2日 - 4日：京都鉄道博物館にて特別展示[58][59]。
  - 5月13日：紀南方面への運行日・運行時刻の詳細を発表[10]。
  - 7月16日：紀南方面への運行を開始[10]。
  - 10月20日：2021年グッドデザイン賞「グッドデザイン・ベスト100」、「（特別賞）グッドフォーカス賞（地域社会デザイン）」受賞[67][68]
  - 12月25日 - 26日：「四国デスティネーションキャンペーン」のクライマックスとして、大阪駅 - 琴平駅間で1往復特別運行（下りは25日、上りは26日）[33][34][35]。
- 2022年（令和4年）
  - 1月4日 - 7日：京都鉄道博物館にて特別展示[60][61]。
  - 5月20日、城崎温泉への運行日・運行時刻への詳細を発表。
  - 5月23日、岡山方面への運行日・運行時刻の詳細を発表。
  - 7月1日 - 7月2日：「兵庫デスティネーションプレキャンペーン特別企画」として、大阪駅 - 城崎温泉駅間で1往復特別運行（下りは1日、上りは2日）
  - 7月8日 - 9日：「岡山デスティネーションプレキャンペーン特別企画」として、大阪駅 - 笠岡駅間、尾道駅 - 京都駅間で1往復特別運行（下りは8日、上りは9日）[42]。
  - 8月19日 - 20日：「岡山デスティネーションプレキャンペーン特別企画」として、大阪駅 - 新見駅間、岡山駅 - 新見駅 - 京都駅間で1往復特別運行（下りは19日、上りは20日）[43]。
  - 9月23日 - 24日：「岡山デスティネーションプレキャンペーン特別企画」として、大阪駅 - 備中高梁駅間、新見駅 - 京都駅間で1往復特別運行（下りは23日、上りは24日）[44][45]。
- 2023年（令和5年）
  - 2月11日：大阪駅で車両公開[65]。
  - 7月1日 - 2日：「兵庫デスティネーションキャンペーン特別企画」として、姫路駅・大阪駅 - 城崎温泉駅間で1往復特別運行（城崎温泉行きは1日、大阪行きは2日）[39][40][41]。
  - 9月1日：大阪駅（うめきたエリア）の開業に伴い、紀南方面の列車が新たに大阪駅（うめきたエリア）に停車[22]。
- 2024年（令和6年）
  - 2月8日：同年3月18日の運行分より一部の女性席の設定を終了[9]。
  - 3月7日 - 11日：京都鉄道博物館にて特別展示[62][63][64]。
  - 9月28日 - 29日：関西空港方面へ特別運行[46][47]。
- 2025年（令和7年）
  - 5月23 - 24日・30 - 31日・6月20 - 21日：大阪・関西万博関係のツアーとして新大阪駅 - 敦賀駅間で運行[48][49][50]。
  - 6月7日：団体臨時列車として琵琶湖・奈良線方面へ運行[51][52][53][54]。